# 王海輪
王海輪（Alan Wang，1972年1月24日—），本名林海輪，台灣歌手、演員。台灣男子團體紅孩兒的成員之一。主演過電視劇《時來運轉》、《慾望六人行》、《冬天的童話》。現任賀本國際娛樂 （页面存档备份，存于）總監
20231118擔任姜育恆人生的路演唱會，開麗群星演唱嘉賓之ㄧ，相關新聞報導 （页面存档备份，存于）

## 音樂作品

### 合輯
- 《1989夏令營》（1989年8月24日，飛碟唱片）

### 團體專輯
- 《亮出我的年輕護照》（1990年3月7日，飛碟唱片）
- 《閃亮的心永遠愛你》（1990年7月25日，飛碟唱片）
- 《初戀》（1991年3月6日，飛碟唱片）
- 《青春》（1991年11月16日，飛碟唱片）
- 《故事》（1992年3月11日，飛碟唱片）

### 團體單曲
- 《Shout Out to The World 向世界吶喊》（2019年10月5日，歆動音樂）

## 電視劇
- 藍裙子上的星星
- 1997年 四千金－飾胡新一《台視八點檔連續劇》
- 1997年 情比婚姊妹深《台視八點檔連續劇》
- 2001年 天地傳說之寶蓮燈－飾蝙蝠妖《台視八點檔連續劇》
- 2001年 冬天的童話《超視八點檔》
- 2002年 慾望六人行《中視連續劇》
- 2002年 時來運轉《中視八點檔》

## 電影
- 1990年 至聖鮮師
- 2000年 今生有約

## 音樂MV
- 1998年：張克帆《戀愛假期》
- 2017年：龍千玉《陪阮到老》
- 2018年：談詩玲《褪色的批》

## 廣告
- 寶多福寵物飼料
- 休閒飲料
- NU SKIN 180活力換采系列
- 2018年 go票機年度代言人

## 外部連結
- 王海輪 輪帥的Facebook專頁
- 王海輪Alan的新浪微博
- 王海輪的Instagram帳戶